# Norwegian Air Sweden
Norwegian Air Sweden es una aerolínea de Suecia propiedad de Norwegian Air Shuttle, con sede en el Aeropuerto de Estocolmo-Arlanda. Creada el 20 de noviembre de 2018, comenzó operando Boeing 737 MAX 8, pero por los problemas con el avión operó Boeing 737-800. Todos los aviones estaban registrados en Suecia.

## Flota
| Boeing 737-8JP   | 26 | — | 186/189 | Operado por Norwegian Air Sweden AOC |  |  |
| Boeing 737-8 MAX | 12 | 5 | 186/189 | Operado por Norwegian Air Sweden AOC |  |  |
| Total            | 38 | 5 |         |                                      |  |  |

Las aeronaves poseen a noviembre de 2023 una edad media de 7,3 años.